# Козєєва Ірина Володимирівна
Ірина Володимирівна Козєєва (білоруська версія прізвища — Казєєва) (нар. 25 жовтня 1993, Мінськ, Білорусь) — білоруська футболістка, півзахисниця, білоруська футбольна тренерка. Виступала за збірну Білорусі.

## Життєпис
Вихованка футбольного клубу «Надія» (Могильов), була гравчинею першого складу дорослої команди, сформованої в 1988 році. У 1990 році відзначилася 10 голами та увійшла в десятку найкращих бомбардирів чемпіонату СРСР.
Чемпіонка та володарка кубку Білорусі 1992 і 1993 років у складі могильовської «Надії». Про виступи в наступні кілька років відомостей немає.
У 2002 році виступала в Росії за тольяттінську «Ладу». Срібна призерка чемпіонату і володарка Кубку Росії 2002 року. Наступного року грала за кисловодський «Енергетик-КМВ». Сезон 2004 року провела в Білорусі в клубі «Бобруйчанка» і брала участь в матчах єврокубків.
У 2005 році грала за російський клуб «Надія» (Ногінськ) і стала бронзовою призеркою чемпіонату. Сезон 2006 року знову провела в «Ладі», а в 2007 році грала за дебютанта вищої ліги Росії «СКА-Ростов-на-Дону». У 2008 році в черговий раз повернулася в «Ладу», яка проводила сезон у першому дивізіоні. 
Станом на 2012 рік була тренеркою білоруського клубу вищої ліги «Вікторія» (Воронове). Згодом працювала в дитячій школі «Німану» (Гродно) з командами дівчаток. Брала участь в матчах ветеранів.